# Onychora agaritharia
Onychora agaritharia là một loài bướm đêm trong họ Geometridae.